# 高樋竹次郎
高樋 竹次郎（たかひ たけじろう、1902年（明治35年）8月20日 - 1984年（昭和59年）4月27日）は、日本の政治家。青森県黒石市長（4期）。

## 経歴
青森県南津軽郡黒石町（現在の黒石市）出身。1919年（大正8年）陸軍歩兵第52連隊に入隊。1922年（大正11年）に除隊した。除隊後、土木建設業を始める。1927年（昭和2年）津軽実業新報社を開き、社長となる。
1929年（昭和4年）黒石町会議員に当選。1947年（昭和22年）青森県議会議員に当選し、2期務める。1958年（昭和33年）黒石市長に当選。市長を4期務めた。在職中は「交通安全都市」「無雑音都市」を宣言。市民相談室を開設。また、市内に県内初の国民宿舎が開業した。
実業面では、高樋建設社長、青森県建設協同組合理事長、県建設業協会会長、県建築士会会長、全国建設業協会理事、県建設会館代表取締役社長などを歴任した。
1960年（昭和35年）に藍綬褒章、1980年（昭和55年）に勲三等瑞宝章を受章した。